# Ярдам (Татарстан)
Ярдам — посёлок в Спасском районе Татарстана. Входит в состав Кураловского сельского поселения.

## География
Находится в юго-западной части Татарстана на расстоянии приблизительно 31 км по прямой на восток по прямой от районного центра города Болгар.

## История
Основан в 1926 году.

## Население
Постоянных жителей было: в 1938 — 190, в 1949 — 167, в 1958 — 160, в 1970 — 190, в 1979 — 143, в 1989 — 64, в 2002 — 62 (татары 93 %), 51 — в 2010.